# كيرن غرين
كيرن غرين (بالإنجليزية: Kieran Green)‏ (30 يونيو 1997 في المملكة المتحدة - ) هو لاعب كرة قدم بريطاني في مركز الوسط. لعب مع نادي هارتلبول يونايتد وفريكلي أثلتيك ‏ وسبنيمور تاون ‏.

## وصلات خارجية
- كيرن غرين على موقع قاعدة بيانات كرة القدم.إي يو (الإنجليزية)
- كيرن غرين على موقع Soccerbase.com (لاعب) (الإنجليزية)